# Letheobia erythraea
Letheobia erythraea är en ormart som beskrevs av Scortecci 1928. Letheobia erythraea ingår i släktet Letheobia och familjen maskormar. Inga underarter finns listade i Catalogue of Life.
Denna orm är endast känd från två mindre bergstrakter i Eritrea. Arten lever i områden som ligger mellan 1800 och 2200 meter över havet. Habitatet utgörs av gräsmarker och trädgrupper. Honor lägger ägg.
Inget är känt om populationens storlek och möjliga hot. IUCN kategoriserar arten globalt som otillräckligt studerad.